# Michel Bertraneu
Michel Bertraneu (Francia; 26 de octubre de 1949-10 de diciembre de 2023) fue un jinete francés.

## Carrera

### Juegos Olímpicos
Participó en dos eventos de los Juegos Olímpicos de Los Ángeles 1984; el primero de ellos fue el de adiestramiento montando al caballo Gallard donde no pudo finalizar y terminó último entre 43 participantes, y en el evento de adiestramiento por equipo finalizó en último lugar entre 12 equipos.

### Campeonato Mundial
Participó en los Juegos Ecuestres Mundiales de 1990 donde terminó en sexto lugar en la prueba de adiestramiento por equipos.